# Dersca
Dersca – wieś w Rumunii, w okręgu Botoszany, w gminie Dersca. W 2011 roku liczyła 3124 mieszkańców.